# Kohlenstoffplanet
Ein Kohlenstoffplanet, auch als Diamantplanet oder Karbidplanet bezeichnet, ist eine hypothetische Form eines terrestrischen Exoplaneten, welche von Marc Kuchner vorgeschlagen wurde. Ein solcher Planet sollte sich aus protoplanetaren Staubscheiben formen können, die reich an Kohlenstoff und arm an Sauerstoff sind. Die Entwicklung eines solchen Planeten sollte nach Erkenntnissen der Planetenforschung anders verlaufen als bei siliziumreichen Planeten (Erde, Venus etc.).

## Definition
Ähnlich wie die Silizium-reiche Erde sollte auch ein Kohlenstoffplanet einen Eisenkern besitzen. Um diesen Kern herum sollten sich Schalen von Siliciumcarbid und Titancarbid bilden, auf welchen wiederum eine dicke Schicht Kohlenstoff ruhen sollte. Diese Kohlenstoffschicht dürfte aus Graphit bestehen, außerdem, wenn genügend Druck zu seiner Erzeugung vorhanden ist, könnten Diamanten bei Vulkanausbrüchen ausgeworfen werden und regelrechte Berge auf der Oberfläche bilden. Auf der Oberfläche sollten darüber hinaus verschiedene Kohlenwasserstoffe (z. B. Methan) und Gase wie Kohlenmonoxid vorhanden sein.
Sollte Wasser auf solchen Planeten vorhanden sein, könnte ein sich eventuell entwickelndes Leben einen Stoffwechsel aufweisen, der gewissermaßen das Gegenteil dessen ist, was man von der Erde kennt: Lebewesen würden Sauerstoff als Nahrung zu sich nehmen und dieses über die kohlenstoffhaltige Atmosphäre veratmen.

## Charakteristika
Kohlenstoffplaneten sollten eine ähnliche Dichte haben wie Planeten mit überwiegend siliziumhaltigem Mantel. Daher dürfte es schwer werden, sie von solchen zu unterscheiden. Geologische Strukturen wie Flüsse und Berge können auch vorhanden sein, freilich mit anderen Elementen (z. B. Meere die nicht aus Wasser, sondern aus Ölen bestehen). Sollte die Temperatur bestimmte Werte nicht überschreiten (etwa 350 K, d. h. ca. 80 °C), so könnten sich langkettige Moleküle bilden, die sich in der Atmosphäre ansammeln und schließlich auf die Oberfläche abregnen sollten.
Das von der NASA geplante Terrestrial-Planet-Finder-Projekt sollte in der Lage sein, Kohlenstoffplaneten, wenn sie existieren, zu entdecken.

## Mögliche Kohlenstoffplaneten
Der Pulsar Lich könnte von einem Kohlenstoffplaneten (Draugr) umkreist werden.
Außerdem erwartet man Kohlenstoffplaneten in der Nähe des galaktischen Zentrums, da Sterne dort einen höheren Anteil an Kohlenstoff haben als z. B. die Sonne. Durch die Akkumulation von Elementen höherer Ordnungszahl im Zeitverlauf (durch Kernfusion innerhalb der Sterne mit anschließendem Freisetzen durch Supernovae) könnte die Konzentration von Kohlenstoff dort die nötige Höhe bereits erreicht haben.
Es wird vermutet, dass es sich bei dem im August 2011 entdeckten Exoplaneten PSR J1719-1438b um einen Kohlenstoffplaneten handelt, der sich allerdings aus einem Stern bzw. Weißen Zwerg entwickelt hat, dessen normale Entwicklung durch einen nahen Pulsar enorm gestört wurde.